# Magelona capax
Magelona capax är en ringmaskart som beskrevs av Hartman 1965. Magelona capax ingår i släktet Magelona och familjen Magelonidae. Inga underarter finns listade i Catalogue of Life.